# Charles Leiper Grigg
Charles Leiper Grigg (1868 - 1948) a fost inventatorul băuturi răcoritoare Bib-Label Lithiated Lemon-Lime, cunoscută ulterior sub numele comercial de 7 Up.  Grigg a patentat invenția sa în octombrie 1929.
Charles Grigg  a devenit un specialist în băuturi răcoritoare carbonate după stabilirea sa în orașul St. Louis, Missouri.  Înainte de crearea băuturii 7Up, Grigg realizase pentru Vess Soda Company o băutură răcoritoare numită "Whistle", care continuă să fie produsă și vândută în Saint Louis.
Una din legendele urbane despre Charles Leiper Grigg este că ar fi fost albinos.  Ca atare, punctul roșu de pe eticheta sticlelor ar reprezenta ochii săi depigmentați.  În realitate, nu există nici un fel de date oficiale care să confirme  că Grigg ar fi fost un albinos.  În fotografiile sale, toate alb-negru, ochii săi par a fi pigmentați normal.  De asemenea, actualul simbol al băuturii a devenit folosit doar în anii 1970, la mai bine de două decenii după moartea creatorului băuturii.